# Смоляков (посёлок)
Смоляков (Смоляково) — посёлок в составе Вейнянского сельсовета Могилёвского района Могилёвской области Республики Беларусь.

## Географическое положение
Ближайшие населённые пункты: Новосёлки, Губанов, Вейно.